# Müller & Sohn
Müller & Sohn ist ein Brettspiel von Reinhold Wittig.
Die Aufmachung und die mit dem Preis für das Schönste Spiel im Rahmen des Spiel des Jahres 1986 ausgezeichnete Grafik stammt von Matthias Wittig. Das Spiel ist 1985 in Wittigs Verlag Edition Perlhuhn und 1986 im Franckh-Kosmos-Verlag in der 1986 bis 1990 verlegten Serie Edition Perlhuhn erschienen und laut deren Angaben für Menschen im Alter von 8–99 Jahren geeignet.

## Material und Teilnehmer
Als Inhalt der Spieleschachtel ist angegeben:
- 1 Würfel
- ein Spielplan
- 12 Mehlsäcke (Spielfiguren als Müllerburschen)
- 68 Mühlsteine (Damesteine)
- 70 Ereigniskarten

Es können bis zu sechs Spieler teilnehmen. Ziel des Würfelspiels, das auf einem Rundkurs ausgetragen wird, ist es, als erster Müllermeister zwei Mühlen errichten zu können. Dafür sind Mühlsteine in Form von Spielsteinen nötig, die im Laufe des Spiels von den beiden Müllersburschen, die jedem Spieler in Form von Mehlsäcken zur Verfügung stehen, erworben werden müssen. Das Spielprinzip dreht sich um Strategie, Glück und bei den Ereigniskarten auch teilweise um Geschicklichkeit.

## Regeln
Der Erwerb der Mühlsteine geschieht auf verschiedene Art und Weise. Einmal erhält man automatisch einen Stein, wenn man die vorher festgelegte Grenze an einer der beiden Rundungen des Spielfeldes überquert. Zum anderen erhält man immer, wenn man eine Figur eines Mitspielers auf dem Feld trifft und mit ihm plaudert, von diesem einen Stein. Zudem gibt es Ereigniskarten, die nicht nur ein Sprichwort oder eine Redewendung im Zusammenhang mit Windmühlen enthalten, sondern auch Anweisungen an einzelne oder auch alle Spieler, wie man zu einem Mühlsteingewinn kommen kann. Da steht zum Beispiel: „Wenn es dem Esel zu wohl wird, geht er aufs Eis tanzen. Fordere einen Mitspieler zu einem Tänzchen. Dieser freut sich und zahlt dir einen Mühlstein.“ Laut einer anderen Anweisung beginnen auf Kommando alle Mitspieler Mühlenwind durch Pusten wehen zu lassen. Wer am längsten pustet, erhält als Belohnung einen Stein.

## Ziel und Zielgruppe
So gewinnt und verliert man im Laufe der Zeit Steine, bis man genügend davon hat, um sich mit zwei Mühlen zur Ruhe zu setzen. Für die erste Mühle sind 14 Steine vonnöten, die zweite erhält man bereits bei sieben Steinen, da man nach Bau der ersten Mühle auch nur noch einen Müllerburschen bewegen darf. Sobald einer dieses Ziel erreicht hat, ist das Spiel beendet. Ein Spiel dauert im Durchschnitt 45 bis 60 Minuten. Das Spiel eignet sich besonders, um eine willige Gesellschaft von Kindern, aber vor allem auch Erwachsenen (am besten ab vier Personen), ein wenig aufzulockern.
Die Grafiken auf dem Plan zeigen Mühlen aus ganz Europa. Die Ereigniskarten bieten eine Menge Wissenswertes über die Zeit der Wanderburschen.